# Pop Balet
Pop Balet je profesionální taneční soubor, který navazuje na tradici slavného Pop Baletu Věry Veselé. Současný soubor Pop Balet reprezentuje moderní taneční umění a svou prací se aktivně podílí na utváření nové podoby české taneční scény.

## Historie
Tento taneční soubor vzniká zásluhou Věry Veselé na začátku sedmdesátých let v Chrudimi a to pod názvem Chrudimské taneční studio. Na přelomu sedmdesátých a osmdesátých let získává řadu hlavních cen na celostátních festivalech amatérské tvorby. Ve stejné době prochází Chrudimským tanečním studiem několik dnes slavných osobností – Martin Dejdar, Petr Kotvald nebo Janis Sidovský. V osmdesátých letech působí Věra Veselá opakovaně jako pohybový pedagog a choreograf na festivalu Mladá píseň Jihlava. Stojí tak u zrodu pěveckých hvězd jako Iveta Bartošová, Pavol Habera, Hana Křížková, Zora Jandová a Světlana Nálepková. Pohybově ovlivňuje i další zpěváky, například Heidi Janků nebo Darinu Rolincovou.
V roce 1983 začíná se souborem spolupracovat Jaromír Vašta – tehdy nejuznávanější režisér zábavných televizních programů, který vyhledával pěvecké a pohybové talenty. Zval je do svých televizních estrád a tím pomáhal odstartovat jejich kariéru. Chrudimské taneční studio se stává hlavním tanečním tělesem v pořadech Dva z jednoho města, Sejdeme se na výsluní a Silvestr 1983.
V roce 1986 celý soubor přechází do Prahy a přijímá nový název Pop Balet. Profesionalizuje se a zastupuje ho tehdejší jediná umělecká agentura Pragokoncert. Spolupracuje se špičkami české popové scény (Karel Gott, Josef Laufer, Helena Vondráčková, Michal David, Karel Zich, Marcela Březinová, Petra Janů, Petra Černocká, Jitka Zelenková a další). Reprezentuje české umění na řadě turné a show v zahraničí (NDR, Polsko, Maďarsko, NSR, Itálie).
V roce 1990 zakládá Věra Veselá Studio Pop Balet, které se profiluje jako taneční škola pro děti a mládež s výchovným programem pohybové estetiky s důrazem na zdraví, pohybovou přirozenost a taneční cítění. Její dcera Majka, která se souborem Pop Balet vyrostla, odjíždí na zahraniční stáž do Itálie a po návratu v roce 1995 se stává novou hnací silou a uměleckou vedoucí taneční školy. V roce 2008 se mění název studia a vzniká nová éra Taneční školy InDance. Název Pop Balet přechází na výběrové soubory, které umělecky reprezentují práci školy, navazují na slávu svých předchůdců a opětovně se stávají součástí profesionální taneční scény.

## Současnost
Mladý soubor, který vstupuje do profesionálního světa tance. Jeho největší devizou je emocionální náboj, souhra a stylová propojenost jednotlivých tanečníků, kteří spolu vyrůstali od dětství v taneční škole InDance. Tanečníci jsou zároveň studenty Tanečního centra Praha – konzervatoře a v roce 2013 završí studium absolutoriem. Kromě umělecké vedoucí Majky Piskořové Veselé se na jejich vzdělávání podílejí Václav Janeček, Pavla Šmerdová, Vlasta Schneiderová a další. Tanečníci mají možnost pravidelně pracovat se zahraničními lektory, například s Michelem Olivou, Terrym Beemanem, Joshuou Pelatzkym, Florence Meregalli, a to jak v rámci stáže Tanec bez hranic, tak během školního roku, a nastudovat jejich choreografie (Versailles – Florence Meregalli; Together, Side Of The Track – Michele Oliva). Autorkou nespočetného množství projektů a choreografií souboru Pop Balet je Majka Piskořová Veselá, choreografka a umělecká vedoucí taneční školy InDance. V roce 2009 vytvořila taneční představení IndepenDance, které se hrálo v několika úspěšných reprízách ve Strašnickém divadle. V roce 2011 se podílela na přípravách křtu alba Olgy Lounové v divadle Broadway, vytvořila choreografii pro premiérové vystoupení Olgy Lounové a Karla Gotta na devátých Hudebních cenách televize Óčko. V roce 2012 soubor Pop Balet vyhrál první místo v soutěži Taneční skupina roku v kategorii Dance Art. V listopadu téhož roku soubor Pop Balet uvedl na Nové scéně Národního divadla premiéru tanečního představení inspirovaného fenoménem sociálních sítí s názvem Tanecbook.

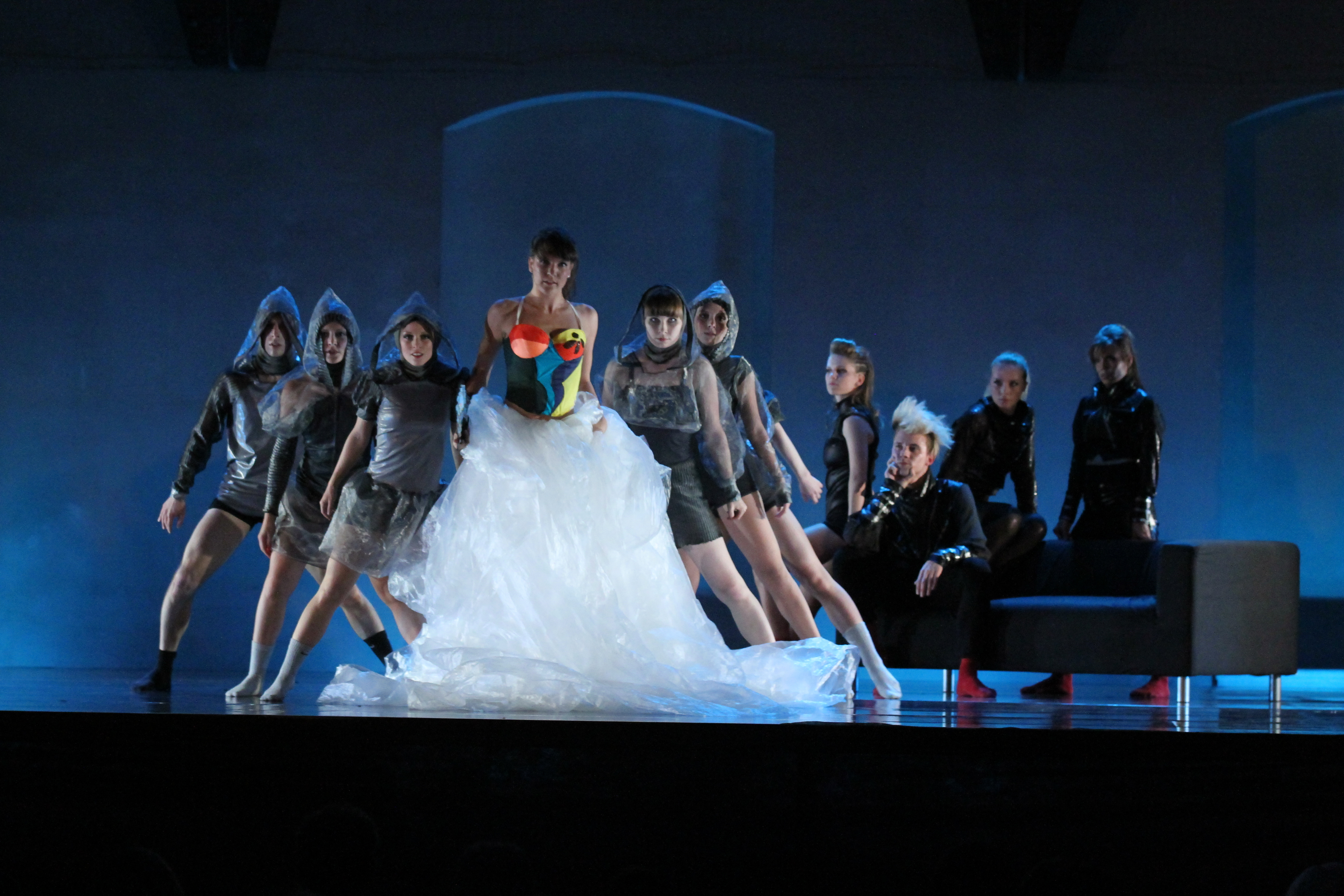
Představení Tanecbook

## Členové souboru Pop Balet
Zuzana Dobešová, Petra Dušková, Veronika Fárová, Adéla Frýbertová, Klára Hejnová, Dominik Jandus, Karel Jinda, Michaela Josífková, Ivana Kotrčová, Ivana Krutská, Jakub Liška, Eliška Mašterová, Bára Miková, Eva Neuvirtová, Tereza Palanová, Míša Piherová, Jan Piskoř, Martin Piskoř, Lucie Pokorná, Bára Stulíková, Nicola Šafaříková